# Chlorestes notata
Il colibrì zaffiro golablu o  zaffiro mentoblu (Chlorestes notata (G.C.Reich, 1793)) è un uccello della famiglia Trochilidae, diffuso in Sud America. È l'unica specie nota del genere Chlorestes Reichenbach, 1854.

## Descrizione
È un colibrì di piccola taglia, lungo 7–9,7 cm, con un peso di 3–4,5 g.

## Biologia
È una specie nettarivora che si nutre del nettare di diverse angiosperme tra cui Russelia spp., Salvia spp., Hibiscus spp., Erythrina spp..

## Distribuzione e habitat
La specie è diffusa in Brasile, Colombia, Ecuador, Guyana francese, Guyana, Perù, Suriname, Trinidad e Tobago, Venezuela.